# لیومیوم رحمی

## لیومیوم
تومور خوش خیمی است که از سلول‌های عضلانی صاف منشا می‌گیرد.
این تومور اولین بار در سال ۱۸۵۴ توسط ویرشو (Virchow) توصیف شد.

## شیوع
شایعترین تومور خوش خیم دستگاه تناسلی زنان است  و در ۱۵ تا ۳۰ درصد زنان در سنین تولید مثل دیده می‌شود. این تومور در سیاه پوستان شیوع بسیار بالاتری نسبت به سفید پوستان دارد.

## ریخت‌شناسی
توده‌های با حدود کاملاً مشخص، سفت و در برش به رنگ سفید-خاکستری می‌باشند.

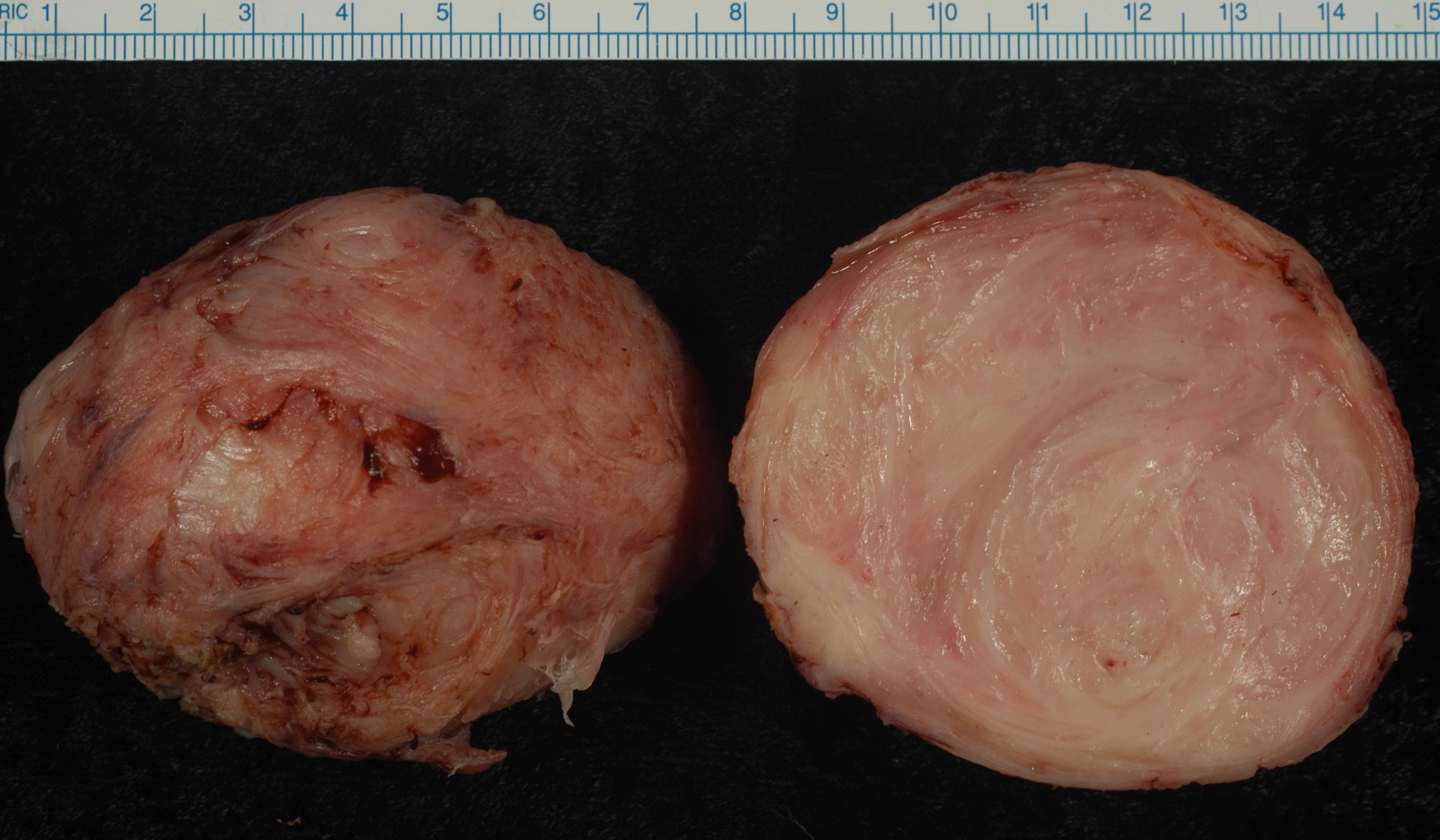
نمایی از لیومیوم رحمی

## علامت‌ها
هر چند که اکثر بیماران بدون علامت هستند اما علامت‌هایی که ممکن ایجاد شود عبارتند از:
- درد لگنی
- اختلال در سیکل قاعدگی
- احساس فشار در لگن
- احتمال کم شدن باروری
- احتمال بالا بردن عوارض مربوط به حاملگی

## درمان
اکثر بیماران بدون علامت هستند. بنابراین فقط پیگیری آن‌ها توصیه می‌شود.